# Pantolambda
Pantolambda — вимерлий рід пантодонтових ссавців палеоцену. Пантолямбда жила в середньому палеоцені і була знайдена в Азії та Північній Америці. Ссавці крейдяного періоду, яким доводилося конкурувати з динозаврами, в основному поїдали дрібних комах. Пантолямбда був одним із перших ссавців, який зайняв ніші великих тварин, які залишилися вакантними після вимирання динозаврів. Pantolambda та інші ранні пантодонти швидко еволюціонували у важких тварин, таких як Barylambda та Coryphodon. Це були перші великі рослиноїди.

## Опис
Пантолямбда була великою, як для палеоценового ссавця, розміром приблизно з вівцю. Загальноприйнятий ранній ссавець, він мав дещо схоже на котяче тіло, важку голову, довгий хвіст і п'ятипалі стопи, що закінчувалися тупими нігтями, які не були ні копитами, ні гострими кігтями. Кістки стопи з'єднувалися подібно до стоп копитних ссавців, і ступні, ймовірно, не були дуже гнучкими. 
Зуби мали селенодонтну будову; емалеві виступи з серповидними горбиками; такі трапляються в сучасних тварин, наприклад, ВРХ й оленів, але зуби Пантолямбди були з низькою коронкою і вказують на не дуже спеціалізований раціон. Пантолямбда, ймовірно, харчувалася сумішшю пагонів, листя, грибів і плодів, які, можливо, доповнювала випадковими черв'яками або яйцями. 